# Dver' bez zamka
Dver' bez zamka (Дверь без замка) è un film del 1973 diretto da Adol'f Solomonovič Bergunker.

## Trama
Peter si è sposato ed è stato immediatamente nominato capitano della nave. Nel suo primo viaggio, l'eroe è andato con sua moglie: voleva davvero presentarla a sua madre. Ma sua madre è offesa da lui.